# جبل القرا
جبال ظفار سلسلة جبلية تقع في الجزء الجنوبي من سلطنة عمان في محافظة ظفار. شرق السلسلة يقع جبل سمحان ومن الغرب جبل القمر ويسمى (شحير) باللغة الشحريه وهو الاسم الأصلي لجبال ظفار، وتتمتع بجو استثنائي في الصيف حيث هناك 75 كيلومترا من هذه الجبال تكسوها الخضرة من يونيو إلى سبتمبر · إذ تـتميز هذه المنطقة عن بقية مناطق شبه الجزيرة العربية بهبوب الرياح الموسمية عليها الآتية من الجنوب الغربي في الفترة من يونيو إلى سبتمبر مما يسبب هطول الأمطار وانتشار المراعي، كما تـنمو على بعض في بعض أجزائها أشجار اللبان التي كانت لها تجارة رائجة اشتهرت بها هذه المنطقة وكانت مصدر ثروتها في العصور القديمة كما تـتـفجر منها عيون تتدفق بالماء على مدار العام· كما يوجد هذا الأسم (جبل القرا) في الخرائط القديمة التي تعود للعثمانين وغيرهم وأيضاً ذكر هذا الاسم الرحالة والمستشرقين الذين أتوا المنطقة كبرترام توماس في كتابه البلاد السعيدة الذي يعد مرجع قديم للمنطقة والرحالة مبارك بن لندن في عدة كُتب كتبها.

## توزيع الجبل إدارياً
- ولاية مرباط : تعتبر جبال مرباط الجزء الشرقي من الجبل، حيث يرتبط جبل القرا بجبل سمحان عبر ولاية مرباط , وأراضي مرباط تدار بمراكز إدارية تتبع نيابة طوي اعتير .
- ولاية طاقة : جزء كبير من تدخل في إطار ولاية طاقة , حيث يسكنها عدد كبير من سكان الجبال المتوزعين في أعاليها تديرهم مراكز محلية تتبع لنيابتي مدينة الحق وجبجات .
- ولاية صلالة : هي المُشكّلة للجزء الأكبر من مرتفعات ظفار، وبها تتركز الكثافة السكانية لمحافظة ظفار . ومنها ينحدر سكان بعض ضواحي مدينة صلالة , وبها مراكز إدارية كثيرة تتبع نيابات الجبل وهي التابعة لمركز الولاية وعاصمة الإقليم صلالة والنيابات هي نيابة السان التي تحد طاقة شرقاً وولاية ثمريت شمالاً , وغربها على التوالي نيابة زيك , ونيابة قيرون حيريتي ونيابة حجيف و نيابة غدو و نيابة طيطام .